# Juge en chef de la Cour suprême des Philippines
Le juge en chef de la Cour suprême des Philippines (tagalog : Punong  Mahistrado, anglais : Chief Justice) est le plus haut magistrat dans le système judiciaire philippin. Le poste a été créé en même temps que la Cour suprême, en 1901, sous la colonisation américaine.

## Rôle
D'après la Constitution de 1987, le juge en chef est nommé par le président, parmi une liste de candidats sélectionnés par le Conseil de la magistrature et du barreau ; il reste en poste jusqu’à ses 70 ans, à moins qu'il ne démissionne ou ne soit limogé entre temps. Avant la mise en place du Conseil de la magistrature et du barreau, la nomination du juge en chef devait être validée par la Commission des nominations, hormis sous le régime autoritaire de Ferdinand Marcos où le président décidait seul du juge en chef.
La Constitution stipule deux rôles ex-officio pour le juge en chef, ceux de présider le Conseil de la magistrature et du barreau et de présider tout procès en destitution du président de la République. Il engage aussi sa responsabilité personnelle pour toute décision prise par la Cour, et choisit aussi les juges de la Cour qui serait amené à siéger aux tribunaux spéciaux de la Chambre des représentants et du Sénat. Il n'a cependant pas plus de poids que les autres juges de la Cour dans les procès qu'elle mène, si bien que son rôle s'apparente à celui de primus inter pares.
Traditionnellement, c'est devant le juge en chef qu'un nouveau président élu prête serment, bien que cela ne soit pas obligatoire.

## Liste
| No | Image | Nom                                | Mandat                                                                                         | Nommé par               | Formation                          | Poste précédent                                                                 |
| -- | ----- | ---------------------------------- | ---------------------------------------------------------------------------------------------- | ----------------------- | ---------------------------------- | ------------------------------------------------------------------------------- |
| 1  |       | Cayetano Arellano (1847–1920)      | 15 juin 1901 – 12 avril 1920 (18 ans, 302 jours) (démission)                                   | William McKinley        | Université de Santo Tomas          | Président de la Cour suprême provisoire (1899–1901)                             |
| 2  |       | Victorino Mapa (1855–1927)         | 1 juillet 1920 – 31 octobre 1921 (1 an, 122 jours) (démission)                                 | Woodrow Wilson          | Université de Santo Tomas          | Ministre de la justice (1913–1920) Juge associé de la Court suprême (1901–1913) |
| 3  |       | Manuel Araullo (1853–1924)         | 1 novembre 1921 – 26 juillet 1924 (2 ans, 268 jours) (décès)                                   | Warren G. Harding       | Université de Santo Tomas          | Juge associé de la Court suprême (1913–1921)                                    |
| 4  |       | Ramon Avanceña (1872–1957)         | 1 avril 1925 – 5 décembre 1941 (16 ans, 267 jours) (démission)                                 | Calvin Coolidge         | Université de Santo Tomas          | Juge associé de la Court suprême (1917–1925)                                    |
| 5  |       | Jose Abad Santos (1886–1942)       | 24 décembre 1941 – 1 mai 1942 (128 jours) (décès)                                              | Manuel L. Quezon        | Université Northwestern            | Juge associé de la Court suprême (1932–1941)                                    |
| 6  |       | Jose Yulo (1894–1976)              | January 26, 1942 – 9 juillet 1945 (3 ans, 63 jours) (démission)                                | Masaharu Homma          | Université des Philippines Diliman | Président de la Chambre des représentants (1939–1941)                           |
| 7  |       | Manuel Moran (1893–1961)           | 9 juillet 1945 – 20 mars 1951 (5 ans, 254 jours) (démission)                                   | Sergio Osmeña           | Philippine Law School              | Juge associé de la Court suprême (1938–1945)                                    |
| 8  |       | Ricardo Paras (1891–1984)          | 2 avril 1951 – 17 février 1961 (9 ans, 321 jours) (retraite)                                   | Elpidio Quirino         | Université des Philippines Diliman | Juge associé de la Court suprême (1941–1951)                                    |
| 9  |       | Cesar Bengzon (1896–1992)          | 28 avril 1961 – 29 mai 1966 (5 ans, 31 jours) (retraite)                                       | Carlos P. Garcia        | Université des Philippines Diliman | Juge associé de la Court suprême (1945–1961)                                    |
| 10 |       | Roberto Concepcion (1903–1987)     | 17 juin 1966 – 18 avril 1973 (6 ans, 305 jours) (retraite)                                     | Ferdinand Marcos        | Université de Santo Tomas          | Juge associé de la Court suprême (1954–1966)                                    |
| 11 |       | Querube Makalintal (1910–2002)     | 21 octobre 1973 – 22 décembre 1975 (2 ans, 62 jours) (retraite)                                | Ferdinand Marcos        | Université des Philippines Diliman | Juge associé de la Court suprême (1962–1973)                                    |
| 12 |       | Fred Ruiz Castro (1914–1979)       | January 5, 1976 – 19 avril 1979 (3 ans, 104 jours) (décès)                                     | Ferdinand Marcos        | Université des Philippines Diliman | Juge associé de la Court suprême (1966–1976)                                    |
| 13 |       | Enrique Fernando (1915–2004)       | 2 juillet 1979 – 24 juillet 1985 (6 ans, 22 jours) (retraite)                                  | Ferdinand Marcos        | Université des Philippines Diliman | Juge associé de la Court suprême (1967–1979)                                    |
| 14 |       | Felix Makasiar (1915–1992)         | 25 juillet 1985 – 19 novembre 1985 (117 jours) (retraite)                                      | Ferdinand Marcos        | Université des Philippines Diliman | Juge associé de la Court suprême (1970–1985)                                    |
| 15 |       | Ramon Aquino (1917–1993)           | 20 novembre 1985 – 6 mars 1987 (1 an, 106 jours) (démission)                                   | Ferdinand Marcos        | Université des Philippines Diliman | Juge associé de la Court suprême (1973–1985)                                    |
| 16 |       | Claudio Teehankee (1918–1989)      | 2 avril 1987 – 18 avril 1988 (1 an, 16 jours) (retraite)                                       | Corazon Aquino          | Université Ateneo de Manila        | Juge associé de la Court suprême (1969–1987)                                    |
| 17 |       | Pedro Yap (1918–2003)              | 19 avril 1988 – 30 juin 1988 (72 jours) (retraite)                                             | Corazon Aquino          | Université des Philippines Diliman | Juge associé de la Court suprême (1986–1988)                                    |
| 18 |       | Marcelo Fernan (1927–1999)         | 1 juillet 1988 – 6 décembre 1991 (3 ans, 158 jours) (démission)                                | Corazon Aquino          | Université des Philippines Diliman | Juge associé de la Court suprême (1986–1988)                                    |
| 19 |       | Andres Narvasa (1928–2013)         | 8 décembre 1991 – 30 novembre 1998 (6 ans, 357 jours) (retraite)                               | Corazon Aquino          | Université de Santo Tomas          | Juge associé de la Court suprême (1986–1991)                                    |
| 20 |       | Hilario Davide Jr. (né en 1935)    | 30 novembre 1998 – 20 décembre 2005 (7 ans, 20 jours) (retraite)                               | Joseph Estrada          | Université des Philippines Diliman | Juge associé de la Court suprême (1991–1998)                                    |
| 21 |       | Artemio Panganiban (né en 1937)    | 20 décembre 2005 – 7 décembre 2007 (1 an, 352 jours) (retraite)                                | Gloria Macapagal Arroyo | Université Far Eastern             | Juge associé de la Court suprême (1995–2005)                                    |
| 22 |       | Reynato Puno (né en 1940)          | 7 décembre 2007 – 17 mai 2010 (2 ans, 161 jours) (retraite)                                    | Gloria Macapagal Arroyo | Université des Philippines Diliman | Juge associé de la Court suprême (1993–2007)                                    |
| 23 |       | Renato Corona (1948–2016)          | 17 mai 2010 – 29 mai 2012 (2 ans, 12 jours) (destitué)                                         | Gloria Macapagal Arroyo | Université Ateneo de Manila        | Juge associé de la Court suprême (2002–2010)                                    |
| –  |       | Maria Lourdes Sereno (née en 1960) | 25 août 2012 – 11 mai 2018 (5 ans, 259 jours) (nomination votée nulle et non avenue ab initio) | Benigno Aquino III      | Université des Philippines Diliman | Juge associé de la Court suprême (2010–2012)                                    |
| 24 |       | Teresita de Castro (née en 1948)   | 28 août 2018 – 10 octobre 2018 (43 jours) (retraite)                                           | Rodrigo Duterte         | Université des Philippines Diliman | Juge associé de la Court suprême (2007–2018)                                    |
| 25 |       | Lucas Bersamin (né en 1949)        | 26 novembre 2018 – 18 octobre 2019 (326 jours) (retraite)                                      | Rodrigo Duterte         | Université de l'Est                | Juge associé de la Court suprême (2009–2018)                                    |
| 26 |       | Diosdado Peralta (né en 1952)      | 23 octobre 2019 – 27 mars 2021 (1 an, 155 jours) (démission)                                   | Rodrigo Duterte         | Université de Santo Tomas          | Juge associé de la Court suprême (2009–2019)                                    |
| 27 |       | Alexander Gesmundo (né en 1956)    | 5 avril 2021 – en cours (3 ans, 343 jours)                                                     | Rodrigo Duterte         | Université Ateneo de Manila        | Juge associé de la Court suprême (2017–2021)                                    |